# Spitalskirche (Oberwölz)

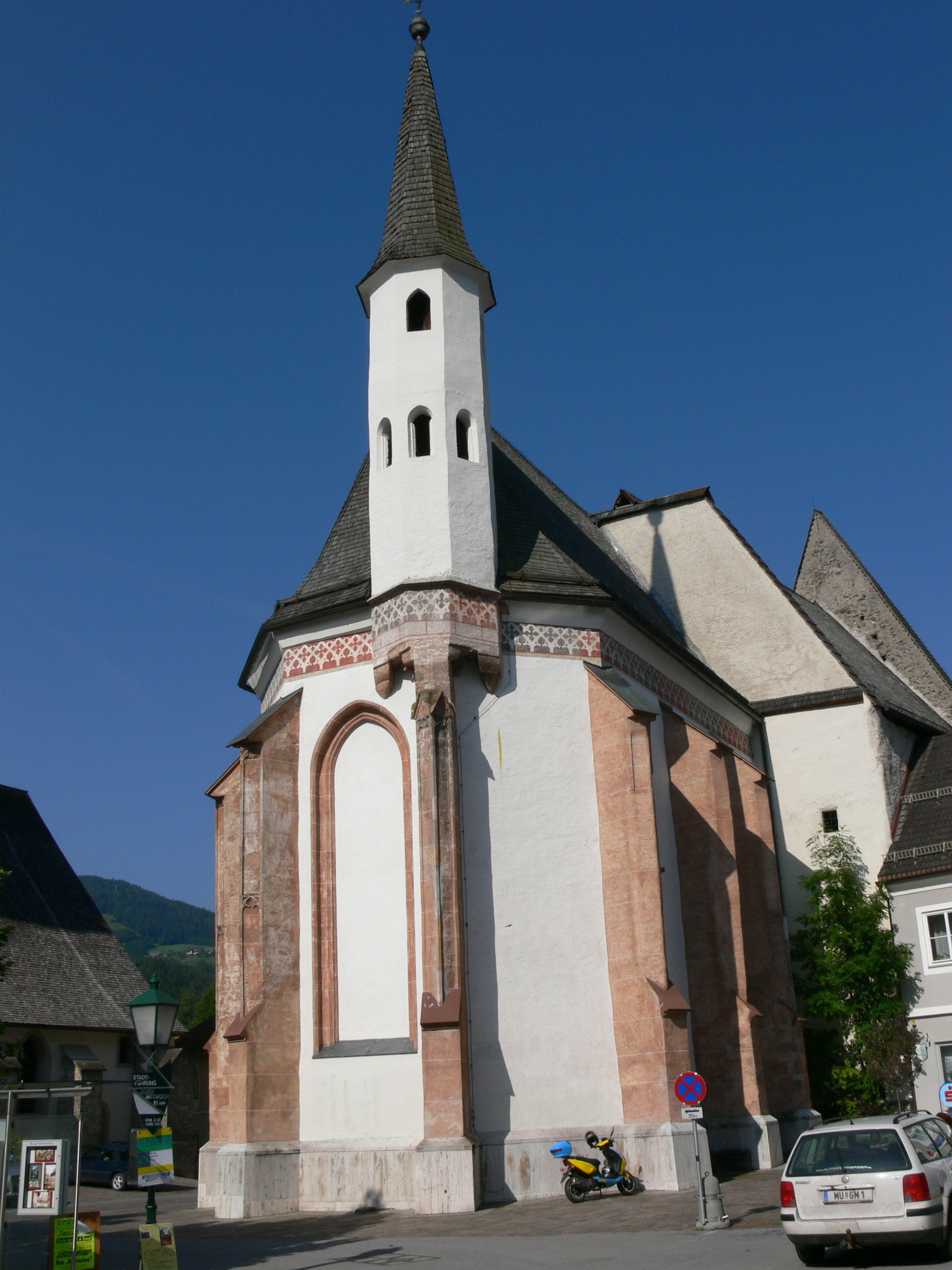
Choransicht der Spitalskirche

Die Spitalskirche St. Sigismund, eigentlich: Filialkirche hl. Sigismund beim Spital ist ein gotisches Kirchengebäude in Oberwölz im Bezirk Murau in der Steiermark.
Die neben dem Hinteregger Tor in Oberwölz gelegene Spitalskapelle wird erstmals 1360 ernannt, und die Stiftung 1364 durch den Freisinger Bischof Paul von Jägerndorf bzw. von Harrach bestätigt. Zu diesem Zeitpunkt entstand der heutige Chor der Kirche als ein einfacher zweijochiger Saalbau mit östlichem Polygonschluss und dreibahnigen Maßwerkfenstern. Einem der östlichen Strebepfeiler wurde ein oktogonales Türmchen aufgesetzt. Der zunächst noch ungewölbte Chorraum wurde nachträglich durch Kreuzrippengewölbe mit Rippendreistrahlen gedeckt, wie sie auch die 1425 geweihte Wiener Hofburgkapelle aufweist.

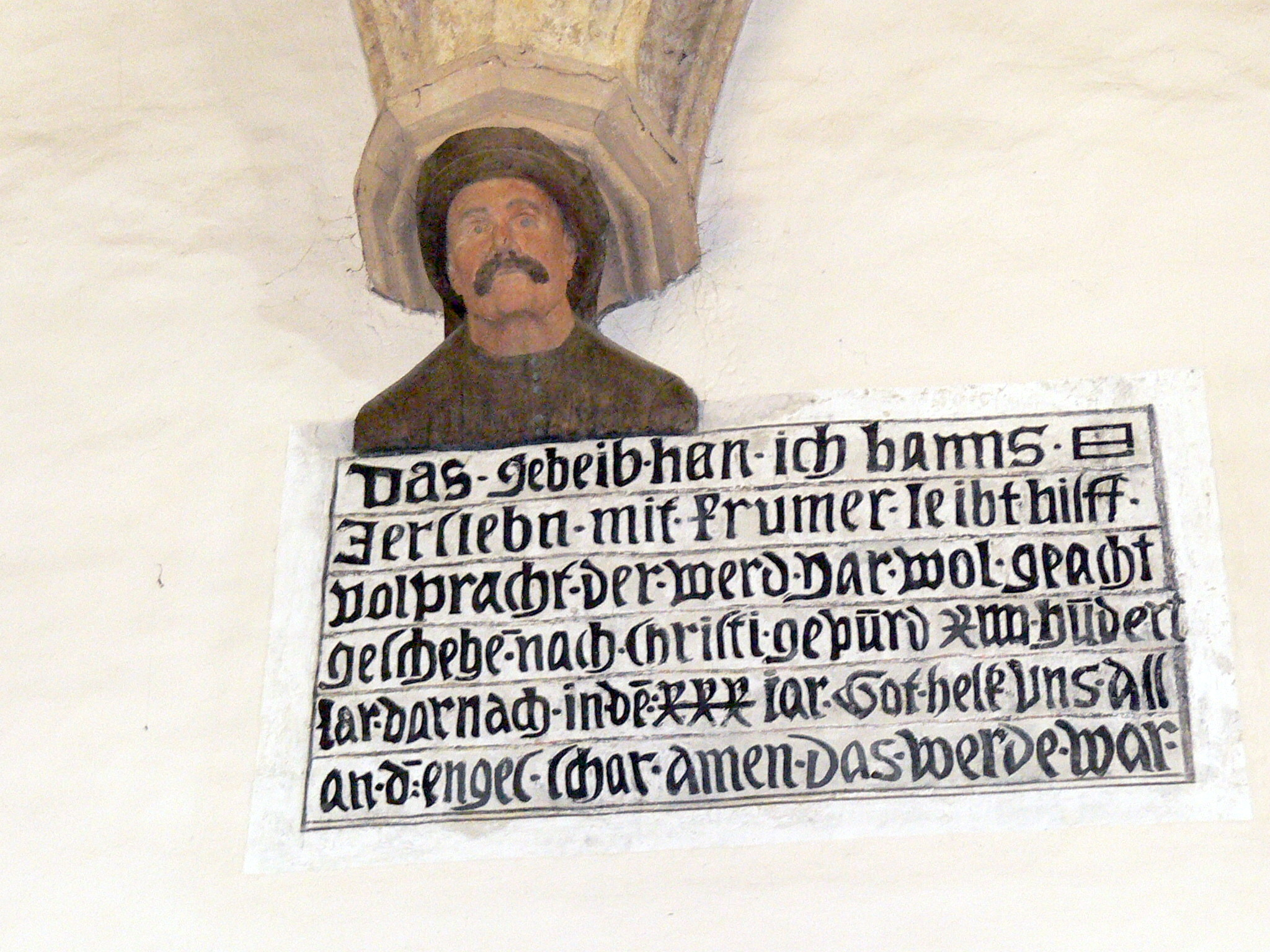
Baumeisterbildnis und Inschrift

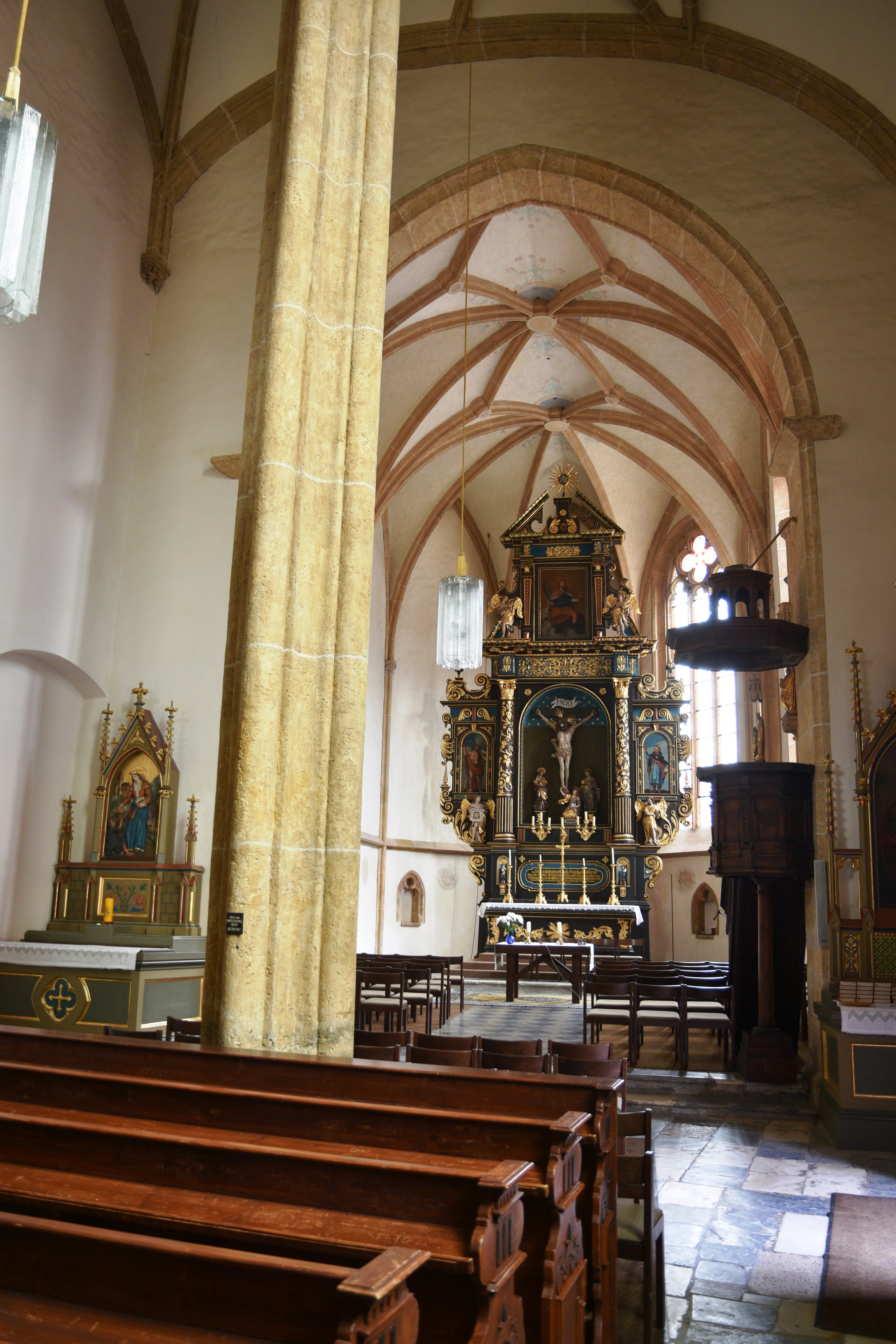
Chorraum der Spitalskirche

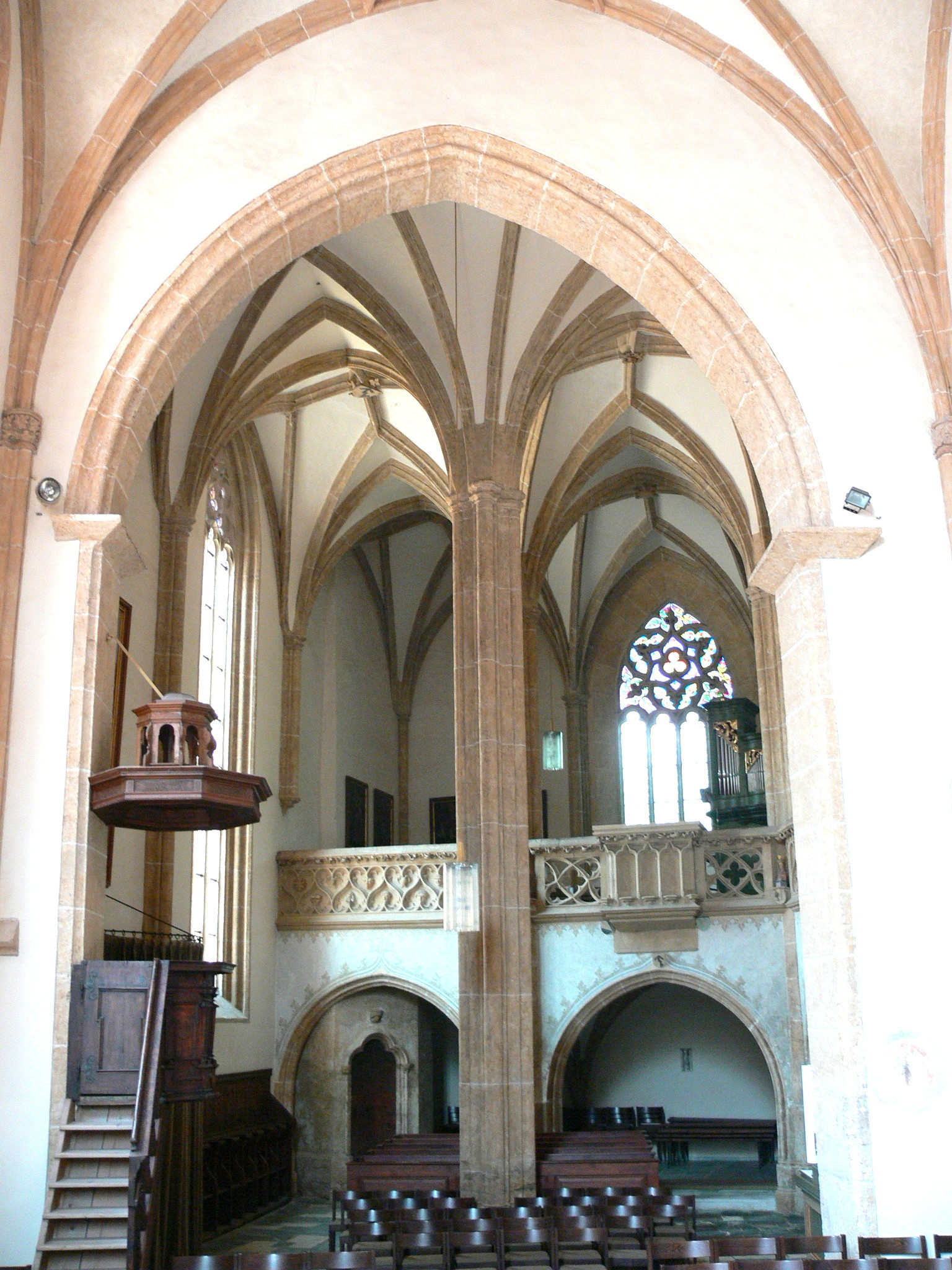
Hallenraum der Spitalskirche

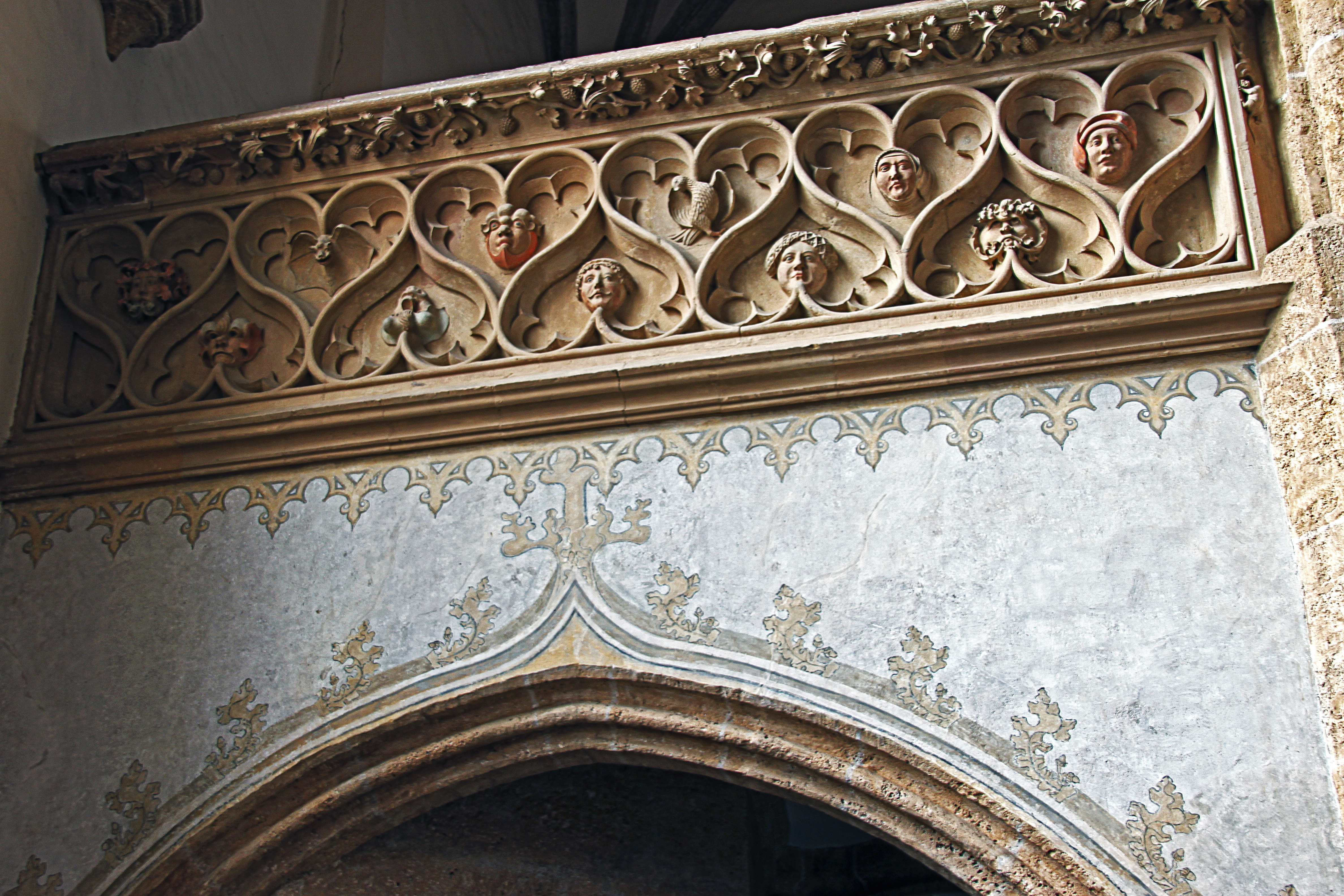
Emporenbrüstung der Spitalskirche

Als Stiftung des Freisinger Bischofs Nikodemus della Scala (reg. 1421–1443), dessen Wappenschild an der Empore angebracht ist, erfolgte der Anbau eines gegen die Chorachse verschobenen unregelmäßig dreischiffigen Hallenlanghauses mit westlicher Empore, die sich zum nördlich eingebauten zweigeschoßigen Sakristeibau verlängert. Baumeister der laut Inschrift 1430 vollendeten Kirche war Hans Jersleben, dessen Portraitbüste als Gewölbesockel und dessen Wappenschild im Gewölbe angebracht ist. Die Inschrift lautet:
Das gebeib han ich Hanns Jerslebn mit frumer leibt hilff volpracht der werd gar wol geacht geschehen nach Christi gepurd XIIII hundert jar darnach in dem XXX. jar Got helf uns all an der engel schar amen das werde war. Offensichtlich wurden bei der Restaurierung der Inschrift im 19. Jahrhundert einige Zeichen fehlerhaft nachgemalt; statt „gebeib“ ist sicherlich „gebeu“ zu lesen, statt „leibt“ „leut“. Als korrekte Lesart ergäbe sich somit: „Das Gebäude habe ich, Hans Jersleben, mit frommer Leute Hilfe vollbracht; derer (= der Spender) werde gar wohl geachtet. Geschehen nach Christi Geburt 14-hundert Jahre, danach in dem 30. Jahr. Gott helfe uns allen zu der Engel Schar. Amen, das werde wahr.“ Sein Meisterzeichen im Schlussstein eines der Sterngewölbe wie auch an der Empore – ein Winkelpfahl, ergänzt zu einem Pfeil – weist den aus Jersleben bei Magdeburg gebürtigen Baumeister als Angehörigen der Bauhütte des Prager Veitsdoms unter Peter Parler aus, die 1420 mit Beginn der Hussitenunruhen aufgelöst worden war. Auf Prag verweisen die qualitätvollen Steinmetzarbeiten an der Emporenbrüstung mit ihrem projektierenden Altarerker wie auch das aus gespaltenen Fischblasen bestehende Maßwerk des Westfensters.
Trotz der durch die topographische Situation bedingten Irregularitäten besteht ein zumindest mittelbarer Zusammenhang der Raumform zu den sogenannten Dreistützenkirchen, etwa der gleichzeitig entstandenen Bürgerspitalkirche von Braunau, bei denen die Empore von zwei Pfeilern getragen wird und ein dritter in der Chorachse zu stehen kommt, so dass sich interessante Sichtbeziehungen ergeben.
Nach der baulichen Fertigstellung der Spitalskirche um 1430 wurde auf der (wegen der anschließenden Spitalsbauten fensterlosen) Nordwand des Chores ein großformatiges Fresko der thronenden Maria lactans angebracht, flankiert von den Darstellungen des hl. Koloman und vom Erzengel Michael als Seelenwäger.
Die Spitalskapelle wurde mehrfach von Bränden heimgesucht, so erstmals 1480 beim Brand der benachbarten Stadtpfarrkirche, sowie 1612 und 1806, worauf das Dach über dem Langhaus mit geringerem Neigungswinkel erneuert wurde. 1883 fand unter Johann Graus eine grundlegende Restaurierung der Kirche statt, eine weitere erfolgte 1980.
Unter den Ausstattungsgegenständen ist der barocke Hochaltar hervorzuheben, der ein realistisch gearbeites überlebensgroßes Kruzifix des frühen 16. Jahrhunderts inkorporiert, sowie das spätgotische Zunftgestühl. Die barocke Orgel des späten 18. Jahrhunderts wurde 1898 aus Sankt Nikolai ob Draßling hierher transferiert.